# Colobostoma major
Colobostoma major är en skalbaggsart som beskrevs av Blackburn 1907. Colobostoma major ingår i släktet Colobostoma och familjen Melolonthidae. Inga underarter finns listade i Catalogue of Life.